# Конвей-Соуз (трубопровід для ЗВГ)
Конвей-Соуз (трубопровід для ЗВГ) – трубопровідна система, котра пов’язує ряд ЗВГ-хабів у Техасі та Канзасі.
Розробка басейнів Перміан (Техас) та Анадарко (Оклахома) призвела до появи центру фракціонування в канзаському Конвеї, котрий був зручно розташований на шляху до споживачів зі штатів Середнього Заходу США та забезпечував зберігання зріджених вуглеводневих газів у підземних соляних кавернах. Для постачання сюди нефракціонованої суміші ЗВГ спорудили трубопровід Конвей-Союз, котрий починався від Гоббсу на межі Техасу та Нью-Мексико.
Подальший розвиток нафтогазовидобутку призвів до того, що на початку 2000-х Конвей-Соуз вже використовувався для перекачування зріджених газів у зворотньому, південному напрямку. При цьому з Гоббса ЗВГ могли транспортуватись до розташованого на узбережжі Мексиканської затоки центру фракціонування Монт-Белв’ю по трубопроводу Seminole NGL.
Втім, невдовзі внаслідок «сланцевої революції» видобуток ЗВГ в басейні Перміан зріст настільки, що для вивозу їх звідси до узбережжя довелось споруджувати нові транспортні системи – Shin Oak NGL та інші. При цьому ще до їх запуску Конвей-Соуз знов реверсували для подачі ЗВГ до північнотехаського Скеллітауну. В останньому починається введений в експлуатацію у  2013-му трубопровід Texas Express, котрий так само прямує до Монт-Белв’ю (вибір початкової точки для Texas Express пояснювався тим, що вона, окрім Конвей-Соуз, здатна обслуговувати новий маршрут транспортування ЗВГ зі штату Колорадо). У тому ж Скеллітауні Конвей-Соуз сполучений зі ще одним прокладеним до Монт-Белв'ю трубопроводом – Skelly-Belvieu NGL.
До 2002 року Конвей-Соуз належав Mid-America Pipeline System (MAPL), а потім перейшов до Enterprise Products Partners. Загальна довжина Конвей-Соуз перевищує 2 тисячі миль.